# Gracixalus gracilipes
Espèce
Synonymes
- Philautus gracilipes Bourret, 1937

Statut de conservation UICN

 LC  : Préoccupation mineure
Gracixalus gracilipes est une espèce d'amphibiens de la famille des Rhacophoridae.

## Répartition
Cette espèce se rencontre entre 600 et 1 800 m d'altitude :
- dans le nord du Viêt Nam ;
- au Laos ;
- dans le nord-ouest de la Thaïlande ;
- en République populaire de Chine dans le sud-est du Yunnan et le centre du Guangxi.

## Publication originale
- Bourret, 1937 : Notes herpétologiques sur l'Indochine française. XIV. Les batraciens de la collection du Laboratoire des Sciences Naturelles de l'Université. Descriptions de quinze espèces ou variétés nouvelles. Annexe Bulletin de l'Institut public Hanoï, p. 5-56.